# Val Barker
Valentine "Val" Barker (ur. 4 grudnia 1866 w Hammersmith, zm. 3 czerwca 1941 w Norwich) − angielski pięściarz i działacz bokserski. Syn londyńskiego radcy prawnego sam także był prawnikiem, adwokatem specjalizującym się w prawie pracy.
W 1891 roku zdobył amatorskie mistrzostwo Anglii w wadze ciężkiej. W 1920 roku był jednym ze współzałożycieli Międzynarodowej Federacji Boksu Amatorskiego − Federation Internationale de Boxe Amateur, FIBA (poprzedniczka AIBA). Został jej honorowym sekretarzem. W latach 1926–1929 sprawował stanowisko prezydenta angielskiej Federacji Boksu Amatorskiego (ABA).  W 1936 roku na jego cześć ustanowiono Puchar Vala Barkera − nagrodę przyznawaną najlepiej wyszkolonemu pięściarzowi danych igrzysk olimpijskich.